# Money in the Bank (2018)
 (octobre 2024).
Si vous disposez d'ouvrages ou d'articles de référence ou si vous connaissez des sites web de qualité traitant du thème abordé ici, merci de compléter l'article en donnant les références utiles à sa vérifiabilité et en les liant à la section « Notes et références ».
Cet article concerne l'édition 2018 du pay-per-view Money in the Bank. Pour toutes les autres éditions, voir WWE Money in the Bank.
L'édition 2018 de Money in the Bank est une manifestation de catch (lutte professionnelle) produite par World Wrestling Entertainment (WWE), une fédération de catch américaine, qui est télédiffusée, visible en paiement à la séance, sur le WWE Network ainsi que sur la chaîne de télévision française AB1 et belge ABXplore. L'événement s'est déroulé le 17 juin 2018 au Allstate Arena à Rosemont, dans l'état de l'Illinois. Il s'agit de la neuvième édition de Money in the Bank, événement annuel qui, comme son nom l'indique, propose un ou plusieurs Money in the Bank ladder match en tête d'affiche.

## Contexte
Les spectacles de la World Wrestling Entertainment (WWE) sont constitués de matchs aux résultats prédéterminés par les scénaristes de la WWE. Ces rencontres sont justifiées par des storylines – une rivalité avec un catcheur, la plupart du temps – ou par des qualifications survenues dans les shows de la WWE telles que Raw, SmackDown, Main Event, NXT, 205 Live. Tous les catcheurs possèdent un gimmick, c'est-à-dire qu'ils incarnent un personnage gentil (face) ou méchant (heel), qui évolue au fil des rencontres. Un événement comme Money in the Bank est donc un événement tournant pour les différentes storylines en cours,.

## Tableau de matchs
| # | Matchs                                                                                              | Stipulation(s)                                                                  | Durée |
| --- | --------------------------------------------------------------------------------------------------- | ------------------------------------------------------------------------------- | ----- |
| 1P | The Bludgeon Brothers (Harper et Rowan) (c) battent Luke Gallows et Karl Anderson                   | Tag team match pour le WWE SmackDown Tag Team Championship                      | 7:00  |
| 2 | Daniel Bryan bat Big Cass par submission                                                            | Match simple                                                                    | 16:20 |
| 3 | Bobby Lashley bat Sami Zayn                                                                         | Match simple                                                                    | 6:35  |
| 4 | Seth Rollins (c) bat Elias                                                                          | Match simple pour le WWE Intercontinental Championship                          | 17:00 |
| 5 | Alexa Bliss bat Becky Lynch, Charlotte Flair, Ember Moon, Lana, Naomi, Natalya et Sasha Banks       | Money in the Bank ladder match pour un women's championship match contract      | 18:30 |
| 6 | Roman Reigns bat Jinder Mahal                                                                       | Match simple                                                                    | 15:40 |
| 7 | Carmella (c) bat Asuka                                                                              | Match simple pour le WWE SmackDown Women's Championship.                        | 11:10 |
| 8 | AJ Styles (c) bat Shinsuke Nakamura                                                                 | Last Man Standing match pour le WWE Championship                                | 31:15 |
| 9 | Ronda Rousey bat Nia Jax (c) par disqualification après l'intervention d'Alexa Bliss                | Match simple pour le WWE Raw Women's Championship                               | 11:05 |
| 10 | Alexa Bliss bat Nia Jax (c)                                                                         | Match simple pour WWE Raw Women's Championship                                  | 0:35  |
| 11 | Braun Strowman bat Bobby Roode, Finn Bálor, Kevin Owens, Kofi Kingston, Rusev, Samoa Joe et The Miz | Money in the Bank ladder match pour un match pour le WWE Universal Championship | 20:00 |
| (c) - désigne les ou la champion(ne) qui défend son titre P – indique que le match aura lieu lors du pré-show | |                                                                                 |       |